# Knott's Berry Farm

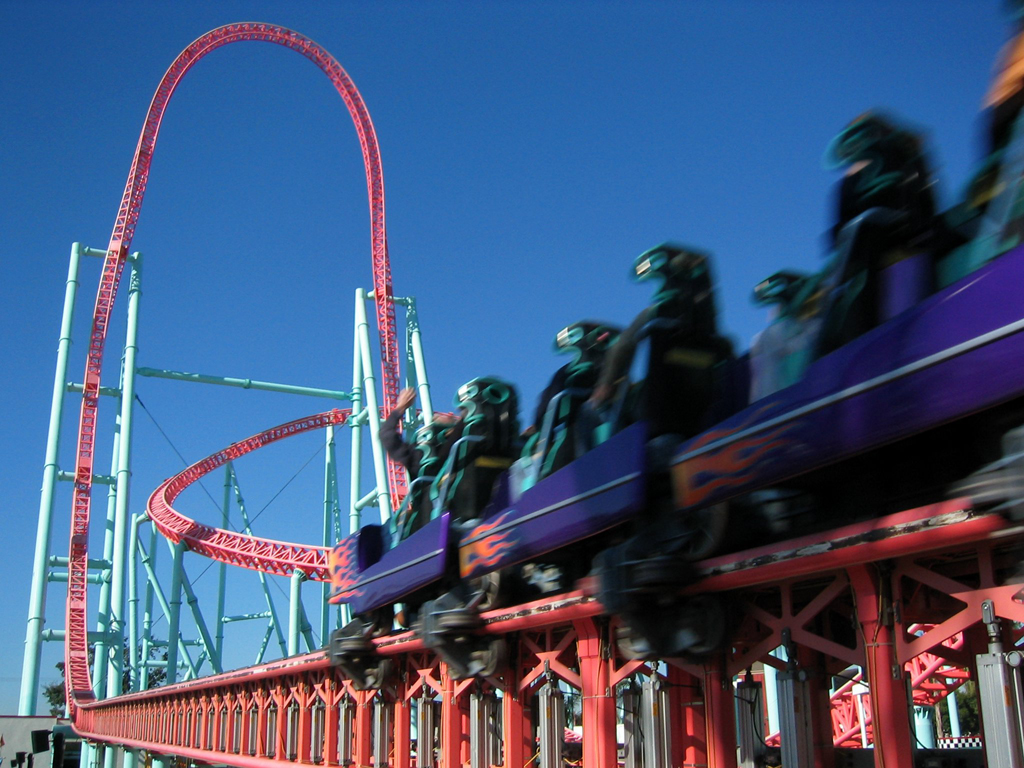
Xcelerator in Knott's Berry Farm

Knott's Berry Farm is een attractiepark en voedingsbedrijf in Buena Park in de Amerikaanse staat Californië. Het park, dat zichzelf Amerika's eerste themapark noemt, telt 40 attracties, waaronder 9 achtbanen en 4 waterattracties.

## Geschiedenis
In de jaren 1910 verkocht Walter Knott samen met zijn familie bessen in een kraampje langs de weg. In 1934 begon Knotts vrouw Cordelia met het serveren van gefrituurde kip en binnen een paar jaar stonden er buiten het restaurant rijen mensen. Om de wachtende gasten bezig te houden, bouwde Knott in 1940 een spookstad waarbij hij gebruik maakte van gebouwen uit steden uit het oude westen, zoals Calico en Prescott.
In 1968 liet de familie Knott het gebied omheinen en vroegen ze een toegangsprijs. Hiermee werd Knott's Berry Farm officieel een attractiepark. Vanwege de lange geschiedenis prijst Knott's Berry Farm zich aan als "Amerika's eerste themapark", wat eveneens vermeld staat in hun logo.
In 1975 opende in Knott's Berry Farm de Corkscrew: de eerste achtbaan ter wereld met een moderne inversie, in de vorm van een kurkentrekker.
In 1988 ontving het park de I.A.A.P.A. Applause Award en mocht zich hiermee twee jaar lang het beste attractiepark ter wereld noemen.

## Attracties

### Achtbanen
| Naam                   | Openingsjaar | Sluitingsjaar | Fabrikant                     | Soort achtbaan                        | Model                     |
| ---------------------- | ------------ | ------------- | ----------------------------- | ------------------------------------- | ------------------------- |
| Corkscrew              | 1975         | 1989          | Arrow Dynamics                | Stalen achtbaan                       | Corkscrew                 |
| Wacky Soap Box Racers  | 1976         | 1996          | Arrow Dynamics                | Stalen achtbaan                       | Steeplechase Coaster      |
| Montezooma's Revenge   | 1978         |               | Anton Schwarzkopf             | Stalen shuttle-achtbaan met lancering | Shuttle Loop              |
| Timberline Twister     | 1983         |               | Bradley & Kaye                | Stalen achtbaan                       |                           |
| Boomerang              | 1990         | 2017          | Vekoma                        | Stalen shuttle-achtbaan               | Boomerang                 |
| Jaguar!                | 1995         |               | Zierer GmbH                   | Stalen achtbaan                       | Tivoli (Custom)           |
| Windjammer Surf Racers | 1997         | 2001          | TOGO                          | Stalen achtbaan                       | Looping Mouse             |
| GhostRider             | 1998         |               | Custom Coasters International | Houten achtbaan                       | -                         |
| Xcelerator             | 2002         |               | Intamin                       | Stalen lanceerachtbaan                | Accelerator Coaster       |
| Silver Bullet          | 2004         |               | B&M                           | Omgekeerde stalen achtbaan            | Inverted Coaster (Custom) |
| Sierra Sidewinder      | 2007         |               | MACK Rides                    | Draaiende achtbaan                    | Spinning Coaster          |
| Pony Express           | 2008         |               | Zamperla                      | Stalen motorfietsachtbaan             | MotoCoaster               |
| Coast Rider            | 2013         |               | MACK rides                    | Stalen wildemuis-achtbaan             | Wilde Maus (Large Park)   |
| Hangtime               | 2018         |               | Gerstlauer                    | Stalen achtbaan                       | Infinity Coaster          |

### Overige attracties
| Naam                | Soort       | Opening |
| ------------------- | ----------- | ------- |
| Calico River Rapids | Rapid river | 2019    |